# Aleurothrixus antidesmae
Aleurothrixus antidesmae là một loài côn trùng cánh nửa trong họ Aleyrodidae, phân họ Aleyrodinae.
Aleurothrixus antidesmae được Takahashi miêu tả khoa học đầu tiên năm 1933.